# Eén-nul
Eén-nul is een hoorspel van Rudolf Geel. De NCRV zond het uit op vrijdag 23 april 1971. De regisseur was Johan Wolder. De uitzending duurde 59 minuten.

## Rolbezetting
- Koen Verhoeff & Henk Terlingen (de twee sportcommentatoren)
- Liane Engeman, Ans Moen-Heerschop & Trijnie Rep (de vrouwen uit de wereld van de topsport die geïnterviewd werden)
- Hein Boele & Han Surink (twee verslaggevers)
- Bert Dijkstra (Van Marle, de hoofdredacteur)
- Corry van der Linden (Lieneke)
- Floor Koen (tramconducteur)
- Betty Kapsenberg, Maria Lindes, Floor Koen & Cok Henneman (Amsterdammers)
- Frans Vasen (een onderwijzer)
- Frans Somers (een chef-verkoper & de staatssecretaris)
- Wiebe van der Velde (Ten Kroode, een profvoetballer)
- Bert van der Linden & Ad Noyons (twee oplichters)
- Nel Snel (een verpleegster)
- Frans Kokshoorn (De Ruiter, een trainer)
- Huib Orizand (De Gooijer, voorzitter van de Amsterdamse club)
- Willy Ruys (Van der Plasse, voorzitter van de Rotterdamse club)
- Sacco van der Made, J. van Tol & Nico Seltenrijch (drie Rotterdammers)
- John Leddy (professor De Geer)
- Tine Medema (een sociaal werkster)
- Els Buitendijk (een winkelmeisje)
- Donald de Marcas (een fotograaf)
- Piet Ekel (een boer)
- Jos van Turenhout (een agent)
- Jan Verkoren (de burgemeester)
- Jan Borkus (de minister-president)
- Hans Blankensteijn (de nieuwslezer)

## Inhoud
Wie de landstitel zal behalen, een ploeg uit Rotterdam of Amsterdam, zal beslist worden in de laatste wedstrijd, en het is uiteindelijk die van Rotterdam die het haalt door een own-goal van een Amsterdamse voetballer, De Koning. Dadelijk is er sprake van omkoping en de media besteden er natuurlijk uitgebreid aandacht aan. Ondertussen is er van De Koning geen spoor meer te bekennen. Als hij uiteindelijk via een anonieme tip weer boven water wordt gehaald en bekent dat hij is omgekocht, breken er heftige rellen uit…